# Praça de Toiros de Montemor
A Praça de Toiros de Montemor é uma praça de toiros localizada na cidade de Montemor-o-Novo, em Portugal. Foi inaugurada em 1882. Encontra-se classificada administrativamente como de 2.ª Categoria.

## História
Montemor é um concelho com antigas tradições taurinas. Desde o século XV que as corridas de toiros decorriam em recinto de madeira na Praça do Corro (hoje Praça Miguel Bombarda). Em 6 de Agosto de 1882, por obra de António Pedro Sameiro, foi inaugurada uma nova Praça de Toiros, a actual Praça de Toiros do Rossio. Esta Praça viria mais tarde, em 1910, a beneficiar de obras de restauro.
A então vila de Montemor chegou a ter duas Praças de Toiros em actividade, a Praça dos Chãos, de que era proprietário o Visconde da Amoreira da Torre, e a actual Praça do Rossio.
Até 1954 a Praça de Toiros serviu ainda de espaço para projecção de filmes.

## Descrição
A praça tem capacidade para 2000 lugares.
[carece de fontes?]

## Tauromaquia em Montemor
Concelho de antigas tradições taurinas, Montemor foi desde sempre terra de ganaderos, cavaleiros e forcados. 
Os cavaleiros montemorenses Simão da Veiga Jr. e Luís Miguel da Veiga levaram, com as suas longas carreiras tauromáquicas, o seu toureio e o nome de Montemor a todo o País e ao estrangeiro.
Em Montemor existem também diversas ganadarias bravas, como a de António José Teixeira, Herdade de Pégoras, Gregório Oliveira e a antiga ganadaria Simão Malta, actualmente com o nome de S. Torcato.
O Grupo de Forcados Amadores de Montemor, fundado em 1939, é o segundo Grupo de Forcados com maior antiguidade em Portugal. É igualmente um dos Grupos de maior prestígio e tradição na tauromaquia nacional.   